# The Royals (Fernsehserie)
The Royals ist eine US-amerikanische Dramaserie, die nach einer Idee von Mark Schwahn entstand. Im Mittelpunkt der Serie steht eine fiktionale britische Königsfamilie rund um Königin Helena (gespielt von Elizabeth Hurley), deren Mitglieder neben der repräsentativen Monarchie auch noch politische Funktionen erfüllen müssen. The Royals ist die erste eigenproduzierte Serie von E!. Die Erstausstrahlung in den Vereinigten Staaten erfolgte am 15. März 2015 auf E!.
Im Januar 2016 verlängerte E! The Royals für eine dritte Staffel, die vom 4. Dezember 2016 bis zum 19. Februar 2017 ausgestrahlt wurde. Im Februar 2017 wurde die Serie um eine vierte Staffel verlängert.
Im August 2018 wurde bekannt, dass es keine fünfte Staffel geben wird und die vierte Staffel somit den Abschluss der Serie darstellt.

## Handlung
Königin Helena regiert gemeinsam mit ihrem Mann, König Simon, über England. Einst hatte Helena den britischen Thronfolger geheiratet, und nun versucht sie, die Zügel der Familie nicht ganz entgleiten zu lassen. Das Königshaus muss den Unfalltod des Thronfolgers Robert, der bei einer Militärübung ums Leben kam, verkraften. Durch diesen Schicksalsschlag muss Helena mit dem Verlust ihres Sohnes und den daraus erwachsenden Eheproblemen zurechtkommen sowie sich um ihre beiden anderen Kinder, Liam und Eleanor, kümmern.
Prinz Liam, der zweite Sohn, rückt durch den Tod seines Bruders in der Thronfolge auf den ersten Platz. Der Druck durch die neue Verantwortung lastet schwer auf Liam, da er gerade mit Ophelia zusammengekommen ist. Für Helena ist Ophelia ein Dorn im Auge, da diese nicht nur eine Bürgerliche, sondern auch Halb-Amerikanerin (mütterlicherseits; geboren in England, aufgewachsen in den USA) ist. Außerdem ist sie die Tochter des Sicherheitschefs Ted. Unterstützung erhält Liam von seinem besten Freund und Leibwächter Marcus. Liams Zwillingsschwester Eleanor ist für ihren leichtlebigen Lebenswandel bekannt, weshalb sie öfter mit ihrer Mutter aneinandergerät. Eleanor entwickelt Gefühle zu ihrem Leibwächter Jasper, der ihr zeigt, dass sie sich zwischen Rebellion gegen die alten Regeln und ihrer Berufung als Identifikationsfigur entscheiden muss.
Simons Bruder Cyrus hat sich nie Chancen auf den Thron ausgerechnet, aber stets die Vorzüge der Königsfamilie genossen. Jedoch bringen seine Machenschaften die königliche Familie in Misskredit, weshalb Simon mit dem Gedanken spielt, die Royals aus der britischen Staatsordnung zu nehmen. Dieses Vorhaben versucht die machtbewusste Helena mit allen Mitteln zu verhindern.

## Produktion
Im April 2013 kündigte der Fernsehsender E! an, dass sich mehrere drehbuchbasierte Projekte in der Entwicklung befinden, darunter auch The Royals. Als Inspiration für die Handlung diente Shakespeares Hamlet. Zwei Monate später gab der Fernsehsender eine Pilotfolge in Auftrag. Im September 2013 erhielt Elizabeth Hurley die Hauptrolle der Königin Helena. Kurze Zeit später wurde William Moseley für die männliche Hauptrolle als Prinz Liam gecastet. Moseley folgten Alexandra Park und Haley Lu Richardson.
Anfang März 2014 bestellte E! eine erste, zehn Folgen umfassende Staffel von The Royals. Zu Beginn der Dreharbeiten im Juni 2014 in London, ersetzte Merritt Patterson die Rolle von Richardson. Neben London wurde auch am Blenheim Palace gedreht, welcher als fiktiver Königspalast dient. Im August 2014 wurde ein erster Trailer veröffentlicht und es wurde bekannt, dass Joan Collins die Nebenrolle der Grand Duchess of Oxford, Helenas Mutter, spielen wird.
Am 15. Januar 2015 wurde während der Television Critics Association Press Tour 2015 bekanntgegeben, dass die Fernsehserie um eine zweite Staffel verlängert wurde. Die Dreharbeiten begannen am 15. Juni 2015 in London.
Ab 2016 wurde die dritte Staffel ausgestrahlt und ab Februar 2017 eine vierte und letzte Staffel gedreht, die ab dem 12. März 2018 ausgestrahlt wurde.

## Besetzung und Synchronisation

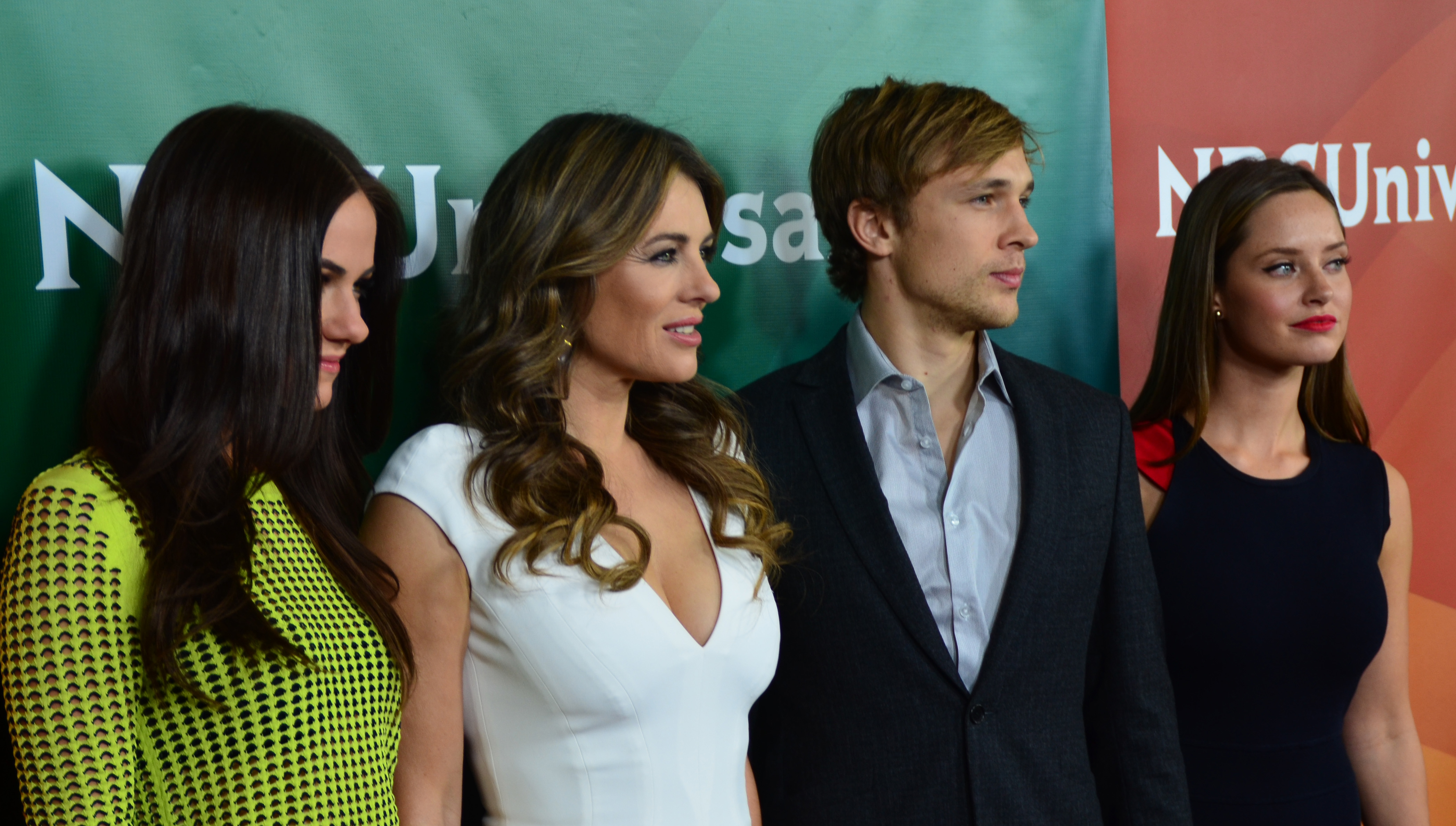
Ein Großteil der Besetzung bei der Television Critics Association’s Press Tour 2015.

Die Synchronisation entsteht nach Dialogbüchern von Matthias von Stegmann und Carina Krause unter der Dialogregie von Katrin Fröhlich, von Stegmann und Kim Hasper durch die Synchronfirma Scalamedia in Berlin.

### Hauptbesetzung
| Rollenname                    | Schauspieler/in   | Hauptrolle | Nebenrolle             | Synchronsprecher                         |
| ----------------------------- | ----------------- | ---------- | ---------------------- | ---------------------------------------- |
| Prinz Liam Henstridge         | William Moseley   | 1.01–4.10  |                        | Ricardo Richter                          |
| Prinzessin Eleanor Henstridge | Alexandra Park    | 1.01–4.10  |                        | Tanya Kahana (S1–S3) Julia Kaufmann (S4) |
| Ophelia Pryce                 | Merritt Patterson | 1.01–1.10  | 2.03                   | Katharina Schwarzmaier                   |
| Königin Helena Henstridge     | Elizabeth Hurley  | 1.01–4.10  |                        | Anna Carlsson                            |
| König Simon Henstridge        | Vincent Regan     | 1.01–1.10  | 2.05, 2.09, 3.10, 4.10 | Frank Röth                               |
| Ex-König Cyrus Henstridge     | Jake Maskall      | 1.01–4.10  |                        | Nicolas Böll                             |
| Jasper Frost                  | Tom Austen        | 1.01–4.10  |                        | Jan Makino, Kim Hasper ab 4.01           |
| Ted Pryce                     | Oliver Milburn    | 1.01–2.10  |                        | Oliver Siebeck                           |
| Königin Wilhelmina Henstridge | Genevieve Gaunt   | 3.01–4.10  | 2.01–2.09              | Sandra Maren Schneider                   |
| König Robert Henstridge       | Max Brown         | 3.01–4.10  |                        | Timmo Niesner                            |

### Nebenbesetzung
| Rollenname                          | Schauspieler/in   | Nebenrolle                       | Synchronsprecher     |
| ----------------------------------- | ----------------- | -------------------------------- | -------------------- |
| Rachel                              | Victoria Ekanoye  | 1.01–4.10                        | Marie-Isabel Walke   |
| Prinzessin Penelope Henstridge      | Lydia Rose Bewley | 1.01–2.10                        | Kathrin Gaube        |
| Prinzessin Maribel Henstridge       | Hatty Preston     | 1.01–1.09                        | Friederike Walke     |
| Prinzessin Maribel Henstridge       | Jerry-Jane Pears  | 2.01–2.09                        | Josephine Schmidt    |
| Lucius                              | Andrew Bicknell   | 1.01–2.10, 4.10                  | Bodo Wolf            |
| Prudence                            | Poppy Corby-Tuech | 1.01–2.10                        | Amelie Plaas-Link    |
| Marcus Jeffrys                      | Ukweli Roach      | 1.01–1.10                        | Julius Jellinek      |
| Ashok                               | Manpreet Bachu    | 1.02–2.06                        | Patrick Baehr        |
| James Holloway                      | Scott Maslen      | 1.02–2.02                        | Peter Flechtner      |
| Gemma Kensington                    | Sophie Colquhoun  | 1.02–1.10                        | Maria Hönig          |
| Captain Alistair Lacey              | Noah Huntley      | 1.02, 1.05, 1.10, 2.06           | Sascha Gluth         |
| Nick Roane                          | Tom Ainsley       | 1.03–1.05, 2.03                  | Arne Stephan         |
| Imogen                              | Leanne Joyce      | 1.04, 2.06, 2.09                 | Magdalena Turba      |
| Beck                                | Andrew Cooper     | 1.06, 2.01–2.03, 3.05            | Karlo Hackenberger   |
| Grand Duchess Alexandra of Oxford   | Joan Collins      | 1.07, 2.01–2.08, 4.04, 4.06      | Ursula Heyer         |
| Brandon Boone                       | Thomas Christian  | 1.08–1.10, 2.09–2.10, 3.08, 4.01 | Nico Sablik          |
| Daphne Pryce                        | Stephanie Vogt    | 2.01–2.10                        |                      |
| Rani                                | Laila Rouass      | 2.02–2.09                        |                      |
| James Hill                          | Rocky Marshall    | 2.02–                            | Viktor Neumann       |
| Holden Avery                        | Ben Cura          | 2.02–2.07                        | Nicolás Artajo       |
| Violet                              | Keeley Hazell     | 2.03–2.08, 4.10                  |                      |
| Ivan Avery                          | Alex Felton       | 2.03–2.06                        |                      |
| Mandy/Samantha                      | Sarah Dumont      | 2.03–2.06                        | Julia Kaufmann       |
| Jeffrey Stewart                     | Matthew Wolf      | 2.04–3.01                        | Dennis Schmidt-Foß   |
| Spencer Hoenigsberg                 | Jules Knight      | 3.01–3.10                        |                      |
| Kathryn Davis                       | Christina Wolfe   | 3.01–                            | Marieke Oeffinger    |
| Rosie                               | Sarah Armstrong   | 3.01–                            | Runa Aléon           |
| Charles Madden                      | Tom Forbes        | 3.02–4.10                        |                      |
| Sara Alice Hill                     | Miley Locke       | 3.02–4.10                        |                      |
| Hansel von Liechtenstein            | Damian Hurley     | 3.03, 4.06                       |                      |
| Veruca Popperwell, Duchess of Essex | Aoife McMahon     | 3.04, 3.07                       |                      |
| Prinz Sebastian Idrisi              | Toby Sandeman     | 3.07–4.10                        |                      |
| Greta                               | Lily Loveless     | 4.01–4.04                        | Laurine Betz         |
| Cassandra Von Halen                 | Emily Barber      | 4.03–4.10                        | Sandrine Mittelstädt |
| Aston                               | Tom Crowley       | 4.06–4.10                        |                      |

## Ausstrahlung
Vereinigte Staaten
Die Fernsehserie startete am 15. März 2015 auf E! und die Pilotfolge erreichte 1,41 Millionen Zuschauer und ein Rating von 0.5 bei den 18- bis 49-Jährigen. Die Ausstrahlung der ersten Staffel wurde am 17. Mai 2015 beendet. Im Durchschnitt erreichte die erste Staffel 1,15 Millionen Zuschauer. Die Ausstrahlung der zweiten Staffel erfolgte ab dem 15. November 2015. Ab 5. Dezember 2016 wurde die 3. Staffel im englischsprachigen Raum ausgestrahlt.
Deutschland
In Deutschland hat sich ProSieben die Rechte an der Serie gesichert. Die Premiere feierte die Serie vom 24. Oktober bis zum 21. November 2015 auf dem Pay-TV-Fernsehsender ProSieben Fun. ProSieben strahlte die Erstausstrahlung der Serie im frei empfangbaren Fernsehen vom 25. November bis zum 23. Dezember 2015 aus.
Im frei empfangbaren Fernsehen wurde die zweite Staffel vom 21. November bis 19. Dezember 2016 beim Sender sixx ausgestrahlt; bei maxdome wurde die komplette Staffel am 15. Juni 2016 veröffentlicht.
Die dritte Staffel lief im frei empfangbaren Fernsehen ab 20. März 2017 bei sixx. Bei maxdome konnte per Streaming ab 13. März 2017 jeweils eine Woche vorher die jeweilige Folge angesehen werden.
Seit Ende April 2018 läuft die aktuell vierte Staffel auf sixx immer montags ab 22.15 Uhr.

## Kritiken
„Laut Serienschöpfer Mark Schwahn diente Shakespears Hamlet als Vorlage. Doch die groteske Trashsoap hat mehr von einem Mix aus Keeping Up with the Kardashians und Gossip Girl (...) - seichteste Unterhaltung.“

## DVD-Veröffentlichung
Vereinigte Staaten
- Staffel 1 erschien am 18. August 2015
- Staffel 2 erschien am 22. März 2016

Deutschland
- Staffel 1 erschien am 24. Dezember 2015
- Staffel 2 erschien am 18. April 2016
- Staffel 3 erschien am 8. Juni 2017